# シンデレラと黄金のブラ
『シンデレラと黄金のブラ』（シンデレラとおうごんのブラ、英語: Sinderella and the Golden Bra）は、1964年12月16日にアメリカ合衆国で公開されたミュージカル映画。

## 特色
- アメリカで公開されたセクシーミュージカル映画。
- 乳房の露出表現が過激になっているのが特徴。

## ストーリー
ストーリーは、人形劇の舞台から始まる。シンデレラはある日、お城の舞踏会に誘われるが、きれいなドレスがないため、お城へ行けなかった。するとそこへ、フェアリーゴッドファーザーが現れシンデレラに金色のブラジャーときれいなドレス、そして仮面を魔法で提供したが、12時になるときに花火が鳴り、仮面を取る事になるので、その時までに帰宅するように言われた。シンデレラは王子と踊るが、約束の時間になって仮面を取るときに急いで帰宅するも、金のブラジャーを忘れて行ってしまう。王子はそれを頼りにシンデレラを探し、無事シンデレラを見つけた。そしてシンデレラと王子は結婚するが、継姉たちは魔法で下着姿にされ、お城から逃げるのだった。

## キャスト
- シンデレラ：Suzanne Sybele
- デヴィッド王子：Bill Gaskin
- 王様：David Duffield
- フェアリーゴッドファザー：シドニー・ラシック
- 継母：Patricia Mayfield
- ファニー：Joan Lemmo
- フロッシー：June Faith
- ジェラルド・ストリックランド...アドバイザー
- ジョンブラッドリー...最初のページ
- Althea Currier...村の乙女/待っている女性
- キャサリンコーンウォール...村の乙女
- ビバリーフランケル...村の乙女
- ジャスティンスコット...村の乙女
- アネットオースティン...村の乙女
- ケイホールケイホール... Matron
- ドナ・アンダーソン...ヴィレッジ・メイデン（ノンクレジット）
- リサキャロル...村の乙女（クレジットなし）
- ジャッキー・デ・ウィット...ヴィレッジ・メイデン（ノンクレジット）

## スタッフ
- 監督：Loel Minardi
- 脚本：Frank Squires
- 音楽：Les Szarvas
- Si deBardasプロデューサー...アソシエイトプロデューサー
- エドワード・ルドラム...アソシエイトプロデューサー
- ポールマート...プロデューサーミュージック
- LesSzarvasによる撮影
- マリオ・トッシ...撮影監督（Fou役）
- KarlVonによるフィルム編集
- トッドジョンソンによるアートディレクション
- トッド・ジョンソンによるセットデコレーター
- バートブリスの衣装デザイン
- メイクアップ部門
- ベリルブリーデン...ヘアスタイリスト
- ブルースハイン...ヘアスタイリスト
- ジョアンシャープ...メイクアップアーティスト（ノンクレジット）生産管理
- ローレンスジェイソン...プロダクションマネージャーセカンドユニットディレクターまたはアシスタントディレクター
- ロナルドテリー...アシスタントディレクターコスチュームとワードローブ部門
- ジョアンシャープ...ワードローブ音楽部
- ジェイ・ルッカー...ミュージカルナンバー
- Loel Minardi ...によって上演されたミュージカルナンバー
- ジャック・モントルー...音楽監督
- シャリロジャース...によって支援されたミュージカルナンバー
- ポール・ソレンセン...編曲家：オーケストラ
- Les Szarvas ...歌詞追加の乗組員
- ハンスミュラー...人形
- Melby Muller ...人形